# Скилонисио
Скилони́сио (греч. Σκυλονήσιο, Σκυλονήσι ή Σκουλονήσι) — необитаемый скалистый остров в архипелаге Киклады в Эгейском море. Расположен у северо-восточного побережья острова Донуса. Входит в сообщество Донуса в общине Наксос и Малые Киклады в периферийной единице Наксос в периферии Южные Эгейские острова.
Остров имеет безопасную бухту. В Первую мировую войну здесь находился германский линейный крейсер SMS Goeben для пополнения запаса угля.
Название Скулониси образовано от «σκούλος» — Scorzonera cretica, вида козельца, цветущего на склонах острова.